# Mission Raceway Park
Der Mission Raceway Park ist eine Motorsport-Rennstrecke park bei Mission in der Provinz British Columbia in Kanada. Die Anlage wird von mehreren lokalen Motorsportklubs genutzt.   

## Geschichte
Der Viertelmeilen-Dragway des Mission Raceway Parks wurde am 14. März 1992 eröffnet. Im selben Jahr erfolgte auch die Eröffnung des Straßenkurses, der seitdem dem Sportscar Club of British Columbia als Ersatz für den geschlossenen Westwood Motorsport Park dient.

## Streckenbeschreibung
Der Motorsportpark umfasst einen Viertelmeilen-Dragway, einen 2,25 km langen Straßenkurs mit mehreren Streckenvarianten und einen Motocrosskurs.